# Aumont-en-Halatte
Aumont-en-Halatte är en kommun i departementet Oise i regionen Hauts-de-France i norra Frankrike. Kommunen ligger i kantonen Senlis som tillhör arrondissementet Senlis. År 2022 hade Aumont-en-Halatte 564 invånare.

## Befolkningsutveckling
Antalet invånare i kommunen Aumont-en-Halatte
| Referens: INSEE |